# Màrius Sampere i Passarell
Màrius Sampere i Passarell   (Barcelona, 28 de desembre de 1928 - Barcelona, 26 de maig de 2018) fou un poeta català.Amb el seu primer recull, L'home i el límit, guanya el premi Carles Riba de l'any 1963, però el llibre no surt publicat fins al 1968. Durant les dècades dels setanta i els vuitanta guanya diversos guardons, com el Recull-Maria Ribas i Carreras de poesia o el Miquel de Palol, de Girona. A partir de la dècada de 1990 i principis del 2000, rep el reconeixement del públic i de les institucions a la seva trajectòria, amb premis com el Crítica Serra d'Or per Subllum (2000), o el Premi de la Crítica, el Ciutat de Barcelona i el Nacional de Cultura per Les imminències (2002), el recull que li ha donat una major projecció pública. El 1999 rep la Creu de Sant Jordi.

## Biografia
Va néixer el 28 de desembre de 1928 al barri del Guinardó de la ciutat de Barcelona, fill d'un home ferreny, tenaç –campió d'escacs i amb una forta vinculació al país–, i d'una dona sensible, delicada i culta.
Des que tenia un any fins als catorze els seus pares, que eren cosins germans, van estar separats i Màrius visqué amb la mare i la seva família. L'any 1942, després que la Guerra Civil acabés amb la situació familiar d'una relativa comoditat, els seus pares tornaren a viure junts. Autodidacte i gran lector de poesia en diversos idiomes, va cursar estudis superiors de música i fou director del grup de nova cançó Grup Estrop entre 1963 i 1976 pel qual va compondre lletres i cançons.
L'any 1999 fou guardonat amb la Creu de Sant Jordi concedida per la Generalitat de Catalunya.

## Obra literària
Els poemes de Màrius Sampere parlen dels éssers humans, de les seves emocions, les seves tragèdies, de l'amor, el dolor i la mort. Sampere és com un nen que juga amb les paraules, amb la retòrica, se'n riu dels estils literaris, fa acudits amb la filosofia, i es diverteix desconcertant el lector. Diu un disbarat dels més grossos, ens fa ballar el cap i després acaba amb una sentència aclaparadora. És un autor que no va amb embuts, es mira ell mateix i diu el que hi veu i possiblement és aquest punt d'humor, aquest artifici del joc, cosa que li permet oferir-se en carn viva, ara mateix estesa/ al taulell del carnisser: els tous per tallar i vendre.
Sampere crea un personatge públic que, llibre a llibre, creix i progressa es confon i se separa, a conveniència, del mateix poeta. Esborra el temps i fa de la vida un contínuum, ara som aquí i al mateix temps som allà, se sent encara a la panxa de la mare i experimenta la subllum, i tot seguit neix i més enllà es troba al caire de la mort. Crea la sensació que sigui tot-un, com un paisatge: ell i la mare lligats per aquest cordó umbilical que és l'acte de naixement: però el meu cos/ mai no sortí de la mare adormida:/ la dona somià que m'expulsava als llops,/ jo sé que romanc al llindar del misteri. Fins i tot eixampla el seu personatge fins altres vides, altres reencarnacions i ens parla de Sàmsara i de la metempsicosi. Per ell la vida és un seguit de cicles repetitius, d'esferes concèntriques al centre de les quals hi trobem el seu personatge. Un Laberint on qualsevol sortida aboca a dins, on l'única sortida de veritat és la mort. Sampere ens diu que fuig "de la fredor del panteisme i vol trobar la fórmula que unifica totes les formes de l'Univers". Ens diu que el caos és el motor propulsor de la humanitat envers una plenitud utòpica: la divinitat absent. Divinitat que, paradoxalment, en un ocult procés involutiu –efecte bumerang- s'identifica amb nosaltres mateixos. Ens diu que ell és el Crist, i que és germà dels crists pul·luladors.
La idea que el poeta es fa de Déu travessa tota la seva obra i és una idea veritablement original: Déu no existeix, només les molles. En un poema de La cançó de la metamorfosi hi llegim l'esvoranc per on s'escola Déu, referint-se al sexe de la dona. Però també declara He estat escèptic tota la vida i he arribat a considerar la vida des d'un punt de vista nihilista, encara que crec que no sent res, que no ho som, som el màxim que podem ser. Aquesta relació conflictiva amb l'Absolut, Déu o el Creador, Sampere la defineix no com un panteisme, sinó com un misticisme més total: Fujo de la fredor del panteisme i vull trobar la fórmula que unifica totes les formes de l'Univers. És per això, també que l'Absència esdevé un dels temes principals de la poesia de Màrius Sampere, ja que denota des de la manca de sentit transcendental fins a l'absurditat quotidiana. D'on, la soledat i la desolació de l'ésser. Dir temps en l'obra samperiana significa dir mort.
L'abril de 2010, amb 81 anys, Màrius Sampere va publicar la que es considera la seva primera novel·la, El gratacel. Ha influenciat poetes més joves, com Montserrat Costas, entre d'altres.
El juliol de 2014 el poeta va ser homenatjat a l'auditori de l'Arts Santa Mònica. Van destacar les lectures de Francesc Garriga, Jordi Valls, Núria Martínez-Vernis, Carles Duarte i Vicenç Llorca.
La poeta Mireia Vidal-Conte es va dedicar, durant els darrers anys de la vida del poeta (2015-2018), a fer de curadora i co-editora de les seves últimes obres; allò que el poeta va considerar que era el seu llegat literari: L'esfera insomne, Dèmens, Alien i la terra promesa, i Nadie y la luz (edició original, en castellà, per voluntat de l'escriptor).

## Obra poètica publicada
- 1968: L'home i el límit, Barcelona, Proa
- 1976: Poemes de baixa freqüència, Barcelona, Edicions 62
- 1982: Samsara, València, Prometeo
- 1984: Llibre de les inauguracions, Barcelona, Columna
- 1987: Oniris i el tret del caçador, Barcelona, Columna
- 1990: L'ocell que udola, Barcelona, Columna
- 1992: La taula i les estrelles, Barcelona, Columna
- 1995: La cançó de la metamorfosi, Barcelona, Columna
- 1996: Demiúrgia, Barcelona, Columna
- 1997: Thanatos suite (poemari bilingüe català-castellà), Barcelona, Seuba
- 1999: Si no fos en secret (antologia poètica a cura de D. Sam Abrams i Jaume Subirana), Barcelona, Proa
- 2000: Subllum, Barcelona, Proa
- 2002: Les imminències, Barcelona, Proa
- 2003: Jerarquies, Barcelona, Proa
- 2003: Mutacions, Olot, Miquel Plana
- 2004: Iconograma, Santa Coloma de Gramenet, La Garúa Libros
- 2004: Diàlegs amb la ciutat, Santa Coloma de Gramenet, Centre Excursionista Puig Castellar
- 2006: Ens trobarem a fora, Barcelona, Proa
- 2008: Altres presències, Barcelona, Editorial Meteora[5]
- 2009: La ciutat submergida: Obra poètica inèdita (1970-2008), Pollença, Edicions del Salobre
- 2010: L'estació dels espiadimonis, Palma, Lleonard Muntaner Editor
- 2013: Infinit, La Bisbal d'Empordà, Ubicuo Studio[6]
- 2014: Dorm / Els espais ocupats. Badalona, edicions Pont del Petroli
- 2014: Ningú més i l'ombra, Barcelona, Proa[7]
- 2015: 123, La Pobla de Farnals, Edicions del Buc[8]
- 2015: L'esfera insomne, Barcelona, LaBreu Edicions
- 2015: Ignosi, Barcelona, Edicions Ponçianes
- 2015: Bèsties 13, Barcelona, Edicions Ponçianes. (Antologia a cura de Mireia Vidal-Conte).
- 2017: Dèmens, Barcelona, LaBreu Edicions
- 2017: Nadie y la luz, Valencia, Pre-Textos.
- 2018 Descodificacions. Obra nuclear (Editorial Proa) (Antologia a cura de Carles Duarte i Mireia Vidal-Conte)

## Obra narrativa publicada
- 2008: Pandemònium o la dansa de si mateix, Palma, Lleonard Muntaner Editor
- 2010: El gratacel, Barcelona, Editorial Meteora[9]
- 2014: L'escala de cargol: Sampere explica Sampere, Barcelona, Viena
- 2018: Àlien i la terra promesa, Barcelona, LaBreu Edicions[10]

## Premis

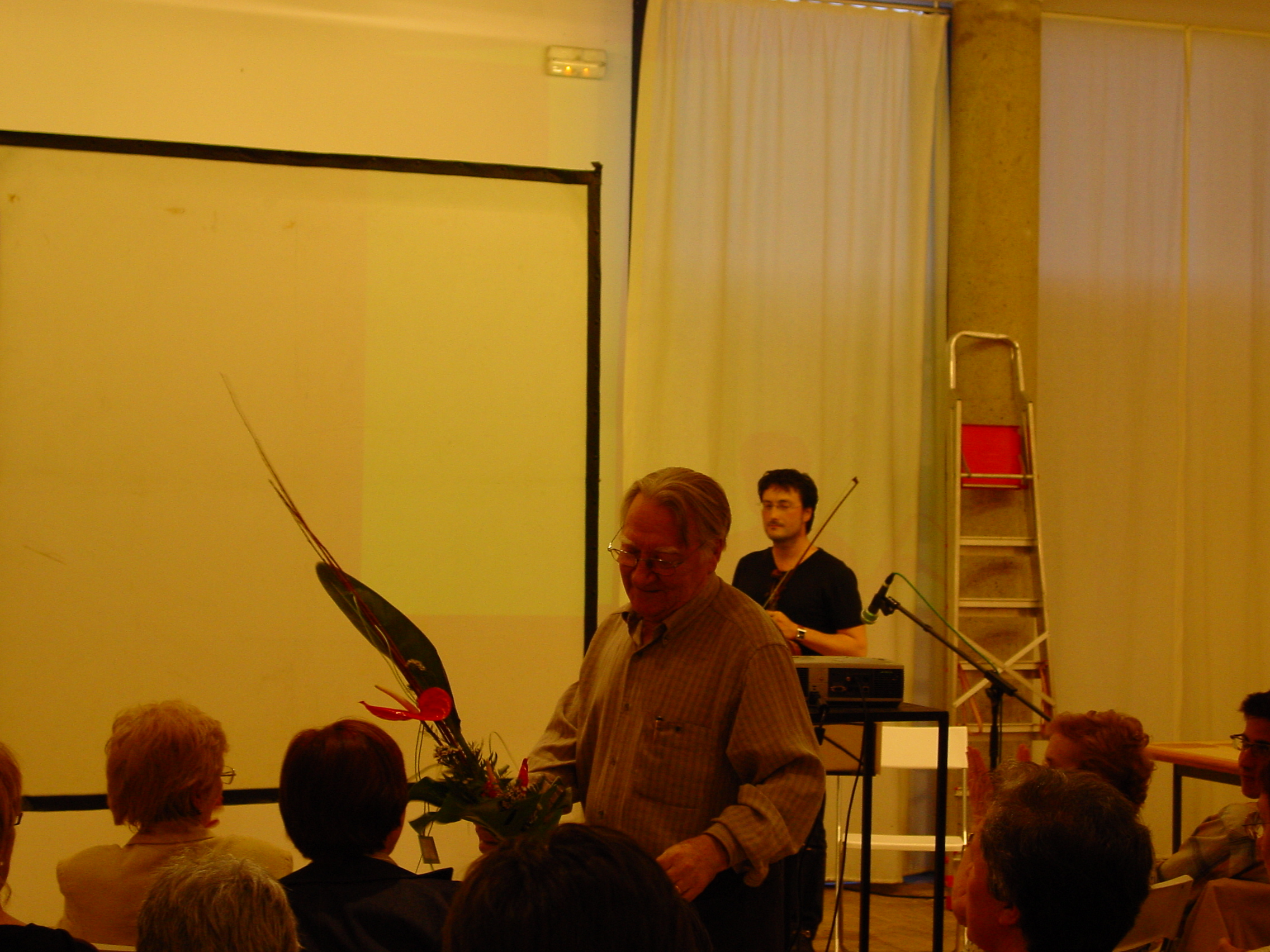
Màrius Sampere durant un acte a Cerdanyola del Vallès

- 1963: Premi Carles Riba per L'home i el límit.
- 1974: Premi President Macià-Amsterdam per Poemes il·lícits.
- 1975: Recull Maria Ribas i Carreras de poesia per Poemes de baixa freqüència.
- 1982: Premi Ciutat de València de Sant Jordi de poesia per Samsara.
- 1984: Premi Miquel de Palol de poesia per Llibre de les inauguracions.
- 1998: Premi de les Institucions de les Lletres Catalanes de poesia per Demiúrgia.
- 2001: Premi Crítica Serra d'Or de poesia per Subllum.
- 2002: Premi de la Crítica de poesia catalana per Les imminències.
- 2003: Premi Laureà Mela per Jerarquies.[11]
- 2003: Premi Nacional de Literatura per Les imminències.
- 2003: Premi Ciutat de Barcelona per Les imminències.
- 2009: Premi Cadaqués a Quima Jaume per Altres presències.
- 2010: Premi Jaume Fuster dels Escriptors en llengua catalana.
- 2015: Premi de la Crítica de poesia catalana Ningú més i l'ombra.
- 2016: Premi Cavall Verd Josep M. Llompart de poesia L'esfera insomne.
- 2016: Premi Lletra d'Or per L'esfera insomne.

## Fons personal
El 2020 la seva vídua Maria del Carme Tarrés, va signar un acord de donació del fons personal del poeta amb la Biblioteca de Catalunya. El juliol de 2021 la Biblioteca de Catalunya va presentar la donació, que abraça el segle XX i principalment els darrers vint o trenta anys de la seva vida. La documentació, ja incorporada al portal de fons i col·leccions de la Biblioteca de Catalunya, està constituïda per: 
- Documentació personal i professional (carnets, fotografies, documentació acadèmica, premis i diplomes, correspondència rebuda principalment de caràcter institucional, relacionada generalment amb la seva activitat professional); Obra de creació literària (gèneres poètic i narratiu), que conté principalment textos mecanoscrits, així com notes, apunts o documentació relacionada amb l’obra.
- Documentació musical del Grup Estrop. Lletres, partitures i documentació, així com algunes unitats d'altres lletres i partitures, com ara l’Himne del PSUC.
- Documentació sobre Màrius Sampere, constituïda per articles de premsa, fullets d’actes, recitals, homenatges o invitacions.
- Més d’un centenar de monografies procedents de la seva biblioteca personal que comprèn obres de la seva autoria, obres d'altres autors de caràcter literari —algunes amb dedicatòria—, alguna obra sobre el joc dels escacs, al qual Màrius Sampere va ser molt aficionat. Alguns números de revista, principalment de literatura, i algun enregistrament sonor o audiovisual.[13]